# Claude Evrard
Pour les articles homonymes, voir Evrard.
Claude Evrard est un acteur français né le 29 juillet 1933 à Versailles (France) et mort le 20 avril 2020 à Clamart.

## Biographie
De son vrai nom Claude Thébaud, il se forme comme comédien à l'école Jacques-Lecoq (1957-1959) avant de commencer sa carrière au Théâtre national populaire sous la direction de Jean Vilar.
Il consacre la plus grande partie de sa vie professionnelle au théâtre, connaissant la notoriété grâce au duo comique formé avec Philippe Avron dans Avron et Evrard, à partir des années 1960, parallèlement à leur carrière respective. Si le duo arrête en tant que tel de se produire en 1975, ils resteront extrêmement liés et se retrouveront pour un nouveau spectacle en 1991-92, La Nuit de l'an 2000.
Il enchaîne dans les années 1970 et début des années 1980 de nombreux rôles dans des mises en scène de Guy Rétoré au T.E.P, Otomar Krejča (Lorenzaccio au Festival d'Avignon, 1979), Peter Brook (La Cerisaie, 1981 et 1983). Il rencontre Maurice Bénichou qui lui donnera l'occasion d'interpréter Sganarelle dans le Dom Juan de Molière aux Bouffes du Nord, aux côtés de Niels Arestrup, puis, en 1988, une version remarquée des Trois Sœurs d'Anton Tchekhov au festival d'Avignon. 
Dans les années 1990, il alterne les rôles sur les grandes scènes publiques jouant sous la direction de Patrice Chéreau (Polonius, dans la reprise d'Hamlet en 1989), de Jorge Lavelli (Les Journalistes d'Arthur Schnitzler et C.3.3 de Badinter), André Engel (Le Baladin du monde occidental), et les scènes privées notamment avec Bernard Murat (Tailleur pour dames, La Dame de chez Maxim, Joyeuses Pâques), Pierre Franck au théâtre de l'Atelier, (Le mal court, 1994 ; La Panne, 1996) et Didier Long, en 1998, pour Pâte feuilletée d'Alain Stern au Petit théâtre de Paris.
Il devient Chevalier de l'ordre des arts et des lettres le 24 Avril 1984.
Il est nommé aux Molières en 1989 pour le Molière du meilleur comédien dans un second rôle dans Un mois à la campagne d'Ivan Tourgueniev.
Il fait sa dernière apparition sur scène dans La Bonne Âme du Se-Tchouan de Bertolt Brecht dans la mise en scène de Jean Bellorini, aux côtés de son épouse Danielle Ajoret.
La pédagogie a constitué un fil rouge de son activité, enseignant l’art dramatique à l’école Jacques Lecoq, au cours Périmony, à l'école du Passage (Niels Arestrup) et au Conservatoire national supérieur d'art dramatique où il animait des stages.
Au cinéma, on l'a vu notamment dans  Le Distrait de Pierre Richard, Si le soleil ne revenait pas de Claude Goretta, La Maison assassinée de Georges Lautner, Cher frangin et Toujours seuls de Gérard Mordillat.

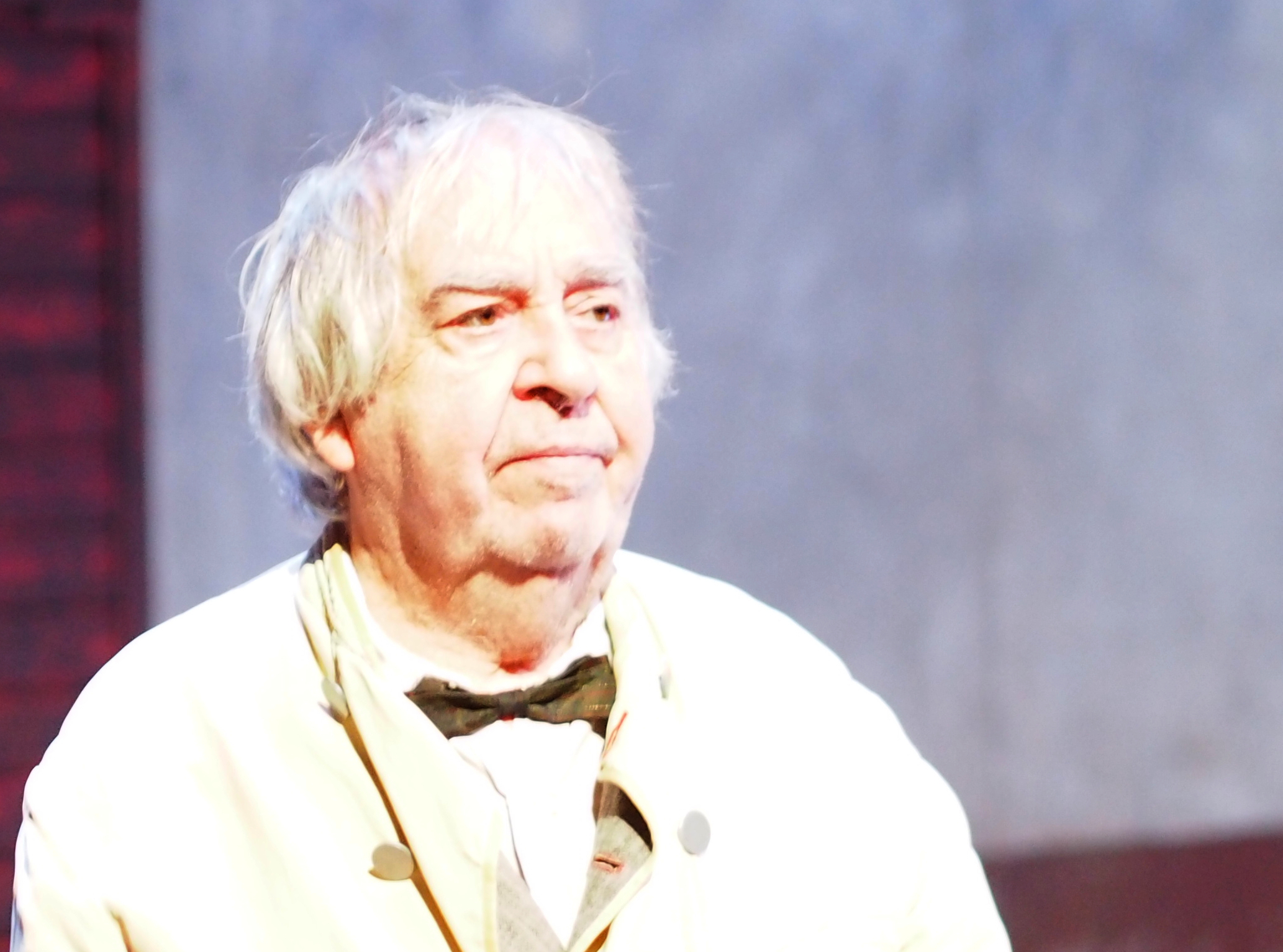
Claude Evrard en 2013, aux Ateliers Berthier.

Il meurt le 20 avril 2020 à Clamart des suites de la Covid-19.

### Vie privée
Claude Evrard a épousé en 1959 la comédienne Danielle Ajoret, avec laquelle il a eu deux enfants, nés en 1964 et 1970.

## Théâtre
- 1955 : L’Opéra du gueux de John Gay, mise en scène André Cellier et Gilles Léger, Poche Montparnasse
- 1957 : La Lettre perdue de Ion Luca Caragiale, mise en scène Marcel Cuvelier, théâtre des Célestins
- 1958 : Scènes de comédie d'Alain, mise en scène François Maistre, théâtre de Lutèce
- 1960 : Antigone de Sophocle, mise en scène Jean Vilar, TNP-Festival d'Avignon
- 1961 : La Paix d'après Aristophane, mise en scène Jean Vilar, TNP-théâtre de Chaillot
- 1962 : L'Otage de Paul Claudel, mise en scène Bernard Jenny, théâtre du Vieux-Colombier
- 1962 : Le Pain dur de Paul Claudel, mise en scène Bernard Jenny, théâtre du Vieux-Colombier
- 1962 : Le Père humilié de Paul Claudel, mise en scène Bernard Jenny, théâtre du Vieux-Colombier
- 1964 : Têtes de rechange de Jean-Victor Pellerin, mise en scène Jean Le Poulain, théâtre des Bouffes-Parisiens
- 1964 : Moumou de Jean de Létraz, mise en scène Jean Le Poulain, théâtre des Bouffes-Parisiens
- 1965 : Victimes du devoir d'Eugène Ionesco, mise en scène Antoine Bourseiller, Poche Montparnasse
- 1965 : Le Goûter des généraux de Boris Vian, mise en scène François Maistre, théâtre de la Gaîté-Montparnasse
- 1966 : Les Caisses, qu'est-ce ? de Jean Bouchaud, théâtre-maison de la culture de Caen
- 1967 : Les Caisses, qu'est-ce ? de Jean Bouchaud, théâtre La Bruyère
- 1967 : Un parfum de fleurs de James Saunders, mise en scène Georges Vitaly, théâtre La Bruyère
- 1969 : Mère Courage et ses enfants de Bertolt Brecht, mise en scène Jean Tasso, Bobino
- 1970 : Pourquoi t'as fait ça ? de Philippe Avron et Claude Evrard, théâtre Gramont
- 1971 : Philippe Avron et Claude Evrard, Festival d'Avignon
- 1972 : Pourquoi t'as fait ça ? de Philippe Avron et Claude Evrard, théâtre des Célestins
- 1972 : Philippe Avron et Claude Evrard, Festival d'Avignon
- 1972 : Tu connais la musique ? de Robert Abirached, mise en scène Dominique Houdart, Dijon
- 1973 : Tu connais la musique ? de Robert Abirached, mise en scène Dominique Houdart, théâtre de Nice, Comédie de Saint-Étienne, Théâtre national de l'Odéon
- 1973 : Philippe Avron et Claude Evrard invitent... Marc Ogeret, Festival d'Avignon
- 1973 : Les Oublieux, Monoquinte..., Plus X de Robert Abirached et Serge Ganzl, Festival d'Avignon
- 1975 : Androclès et le Lion de George Bernard Shaw, mise en scène Guy Rétoré, théâtre de l'Est parisien
- 1975 : Avron-Evrard, Festival d'Avignon
- 1977 : L'Otage de Paul Claudel, mise en scène Guy Rétoré, théâtre de l'Est parisien, Festival d'Avignon
- 1978 : Nekrassov de Jean-Paul Sartre, mise en scène Georges Werler, théâtre de l'Est parisien
- 1979 : Maître Puntila et son valet Matti de Bertolt Brecht, mise en scène Guy Rétoré, théâtre de l'Est parisien
- 1979 : Lorenzaccio d'Alfred de Musset, mise en scène Otomar Krejča, Festival d'Avignon
- 1980 : Le Nouveau Menoza de Jakob Michael Reinhold Lenz, mise en scène Michel Dubois, Festival d'Avignon, Comédie de Caen
- 1981 : La Cerisaie d'Anton Tchekhov, mise en scène Peter Brook, théâtre des Bouffes-du-Nord
- 1983 : La Cerisaie d'Anton Tchekhov, mise en scène Peter Brook, théâtre des Bouffes-du-Nord
- 1985 : Tailleur pour dames de Georges Feydeau, mise en scène Bernard Murat, théâtre des Bouffes-du-Nord
- 1986 : La Répétition ou l'Amour puni de Jean Anouilh, mise en scène Bernard Murat, théâtre Édouard-VII
- 1988 : Les Trois Sœurs d’Anton Tchekhov, mise en scène Maurice Bénichou, Festival d'Avignon
- 1989 : Un mois à la campagne d’Ivan Tourgueniev, mise en scène Bernard Murat, théâtre Édouard-VII
- 1989 : Hamlet de William Shakespeare, mise en scène Patrice Chéreau, tournée européenne
- 1990 : Cyrano de Bergerac d'Edmond Rostand, mise en scène Robert Hossein, théâtre Marigny
- 1991 : La Nuit de l'an 2000 de Philippe Avron et Claude Evrard
- 1991 : La Trilogie marseillaise d'après Marcel Pagnol, mise en scène Jean-Luc Tardieu
- 1992 : La Nuit de l'an 2000 de Philippe Avron et Claude Evrard
- 1993 : Staline de Gaston Salvatore, mise en scène Alain Maratrat, Théâtre national de la Colline
- 1993 : Le mal court de Jacques Audiberti, mise en scène Pierre Franck, théâtre de l'Atelier
- 1994 : Le mal court de Jacques Audiberti, mise en scène Pierre Franck, théâtre des Célestins
- 1994 : Les Journalistes d'Arthur Schnitzler, mise en scène Jorge Lavelli, Théâtre national de la Colline
- 1995 : Le Baladin du monde occidental de John Millington Synge, mise en scène André Engel, Odéon-Théâtre de l'Europe
- 1995 : C.3.3. de Robert Badinter, mise en scène Jorge Lavelli, Théâtre national de la Colline
- 1996 : La Panne de Friedrich Dürrenmatt, mise en scène Pierre Franck, théâtre de l'Atelier
- 1997 : La Panne de Friedrich Dürrenmatt, mise en scène Pierre Franck, théâtre des Célestins
- 2002 : Knock ou le Triomphe de la médecine de Jules Romains, mise en scène Maurice Bénichou, théâtre de l'Athénée Louis-Jouvet, théâtre des Célestins
- 2003 : Knock ou le Triomphe de la médecine de Jules Romains, mise en scène Maurice Bénichou, Théâtre national de Nice, théâtre Antoine
- 2004 : L'Inscription de Jean Dell et Gérald Sibleyras, mise en scène Jacques Échantillon, Petit Montparnasse
- 2005: Visites à Mister Green de Jeff Baron, mise en scène Thomas Joussier, Petit Louvre d'Avignon
- 2006 : Sauterelles de Biljana Srbljanović, mise en scène Dominique Pitoiset, Théâtre national de Bordeaux en Aquitaine, théâtre des Abbesses, théâtre Vidy-Lausanne, Théâtre national de Toulouse Midi-Pyrénées
- 2007 : Sauterelles de Biljana Srbljanović, mise en scène Dominique Pitoiset, théâtre de la Croix-Rousse, Comédie de Reims
- 2013 : La Bonne Âme du Se-Tchouan de Bertolt Brecht, mise en scène Jean Bellorini, Théâtre national de Toulouse et Ateliers Berthier

## Filmographie partielle

### Cinéma
- 1963 : La Foire aux cancres de Louis Daquin
- 1965 : Fifi la plume d'Albert Lamorisse : l'homme volé
- 1966 : Voilà l'ordre, court métrage de Jacques Baratier
- 1967 : Un idiot à Paris de Serge Korber : un inspecteur
- 1967 : Le Dimanche de la vie de Jean Herman
- 1970 : Le Distrait de Pierre Richard : Figuier
- 1971 : La Coqueluche de Christian-Paul Arrighi : un cheminot
- 1975 : Chobizenesse de Jean Yanne : Armand Boussenard
- 1983 : Maria Chapdelaine de Gilles Carle : Caumartin
- 1986 : Paulette, la pauvre petite milliardaire de Claude Confortès : le commissaire
- 1987 : Si le soleil ne revenait pas de Claude Goretta : Follonier
- 1987 : De guerre lasse de Robert Enrico : un passeur
- 1988 : La Maison assassinée de Georges Lautner : Gaspard Dupin
- 1988 : La Petite Amie de Luc Béraud :  Picard
- 1991 : Toujours seuls de Gérard Mordillat : M. Chevillard
- 2015 : Un peu, beaucoup, aveuglément de Clovis Cornillac : le vieux voisin

### Télévision

#### Téléfilms
- 1960 : Cyrano de Bergerac, téléfilm de Claude Barma : un pâtissier
- 1968 : Au théâtre ce soir : Le Minotaure de Marcel Aymé, mise en scène Jean Le Poulain, réalisation Pierre Sabbagh, Théâtre Marigny :  Gérard Forestier
- 1981 : Le Boulanger de Suresnes de Jean-Jacques Goron : Georges
- 1982 : La Cerisaie d'Anton Tchekhov, réalisation Peter Brook : Epikhodau
- 1986 : Claire de Lazare Iglésis : Fernand
- 1986 : L'Affaire Marie Besnard de Yves-André Hubert : le docteur Béroud
- 1992 : Princesse Alexandra de Denis Amar : Chavastelon
- 1994 : Éclats de famille de Didier Grousset : Lucien
- 1995 : Pasteur, cinq années de rage de Luc Béraud : le professeur Charcot
- 1996 : L'Embellie de Charlotte Silvera : Robert
- 1996 : Le Marché du sport de Luc Béraud : Gruarin
- 1996 : La Comète de Claude Santelli : Matamore
- 1996 : Les Enfants du mensonge de Frédéric Krivine : Edmond
- 1997 : Faussaires et Assassins de Peter Kassovitz : Bouchard

#### Séries télévisées
- 1958 : La Belle Équipe de Jacques Lecoq, réalisation Ange Casta
- 1971 : Quentin Durward de Gilles Grangier : Pavillon, un Liégeois
- 1971 : Les Enquêtes du commissaire Maigret de Claude Barma, épisode Maigret à l'école : le lieutenant Daniélou
- 1971 : Les Nouvelles Aventures de Vidocq,  épisode Les Chevaliers de la nuit de Marcel Bluwal : le gardien de prison de Melun
- 1977 : Minichronique de René Goscinny et Jean-Marie Coldefy
  - épisode Les Petites Lâchetés : Fouissard
  - épisode  Les Embarras :  l'homme à l'imperméable
- 1989 : Marie Antoinette, reine d'un seul amour de Caroline Huppert, épisode de Les Jupons de la Révolution : l'abbé de Vermond
- 1994 : Les Cinq Dernières Minutes, épisode  Saisie noire d'Alain Wermus : Philippe La Vaulx
- 1999 : Un et un font six : le maire
- 2006 : Beau Masque de Peter Kassovitz : Letourneau